# La Calestienne à Marche en Famenne
La Calestienne à Marche en Famenne este o arie protejată (arie specială de conservare — SAC, sit de importanță comunitară — SCI) din Belgia întinsă pe o suprafață de 38,27 ha, integral pe uscat.

## Localizare
Centrul sitului La Calestienne à Marche en Famenne este situat la coordonatele 50°13′29″N 5°21′11″E / 50.224714°N 5.353144°E.

## Înființare
Situl La Calestienne à Marche en Famenne a fost declarat sit de importanță comunitară în octombrie 2002 pentru a proteja 6 specii de animale. Situl a fost protejat și ca arie specială de conservare în ianuarie 2014.

## Biodiversitate
Situată în ecoregiunea continentală, aria protejată conține 10 habitate naturale: Cursuri de apă de la nivel de câmpie la nivel montan, cu vegetație Ranunculion fluitantis și Callitricho-Batrachion, Pajiști carstice calcaroase sau bazofile, de Alysso-Sedion albi, Pajiști uscate seminaturale și facies de acoperire cu tufișuri pe substraturi calcaroase (Festuco-Brometalia) (* situri importante pentru orhidee), Liziere de ierburi înalte hidrofile de câmpie și de nivel montan până la alpin, Fânețe de joasă altitudine (Alopecurus pratensis, Sanguisorba officinalis), Pante stâncoase calcaroase cu vegetație casmofită, Peșteri inaccesibile publicului, Păduri de fag Asperulo-Fagetum, Păduri de fag din Europa Centrală dezvoltate pe sol calcaros cu Cephalanthero-Fagion, Păduri pe pante, grohotișuri și ravene de Tilio-Acerion.
La baza desemnării sitului se află mai multe specii protejate:
- mamifere (5): liliac cu urechi mari (Myotis bechsteinii), liliac de iaz (Myotis dasycneme), liliac cărămiziu (Myotis emarginatus), liliac comun (Myotis myotis), liliacul mare cu potcoavă (Rhinolophus ferrumequinum)
- nevertebrate (1): fluturele-tigru (Callimorpha quadripunctaria)

Pe lângă speciile protejate, pe teritoriul sitului au mai fost identificate 13 specii de plante, 2 specii de amfibieni, 4 specii de mamifere, 1 specie de nevertebrate, 2 specii de reptile.